# A Woman's Face
A Woman's Face is een Amerikaanse thriller uit 1941 onder regie van George Cukor. De film werd destijds in Nederland uitgebracht onder de titel De vrouw met het geschonden gelaat.

## Verhaal
Anna Holm is een chanteur met een litteken op haar gezicht. Ze maakt kennis met een plastisch chirurg, die haar de kans biedt om een normaal bestaan te leiden. Na de ingreep wordt ze innerlijk verscheurd tussen de keuze om een nieuw leven te beginnen en terug te keren naar haar donkere verleden als chanteur.

## Rolverdeling
| Acteur            | Personage             |
| ----------------- | --------------------- |
| Joan Crawford     | Anna Holm             |
| Melvyn Douglas    | Dr. Gustaf Segert     |
| Conrad Veidt      | Torsten Barring       |
| Osa Massen        | Vera Segert           |
| Reginald Owen     | Bernard Dalvik        |
| Albert Bassermann | Consul Magnus Barring |
| Marjorie Main     | Emma Kristiansdotter  |
| Donald Meek       | Herman Rundvik        |
| Connie Gilchrist  | Christina Dalvik      |
| Richard Nichols   | Lars-Erik             |
| Charles Quigley   | Eric                  |
| Gwili Andre       | Gusta                 |
| Clifford Brooke   | Wickman               |
| George Zucco      | Advocaat              |
| Henry Kolker      | Rechter               |